# Dorsum Azara
Il Dorsum Azara è una catena di creste lunari intitolata all'ufficiale militare, naturalista e ingegnere spagnolo Félix Manuel de Azara nel 1976. Si trova nel Mare Serenitatis e ha una lunghezza di circa 105 km.